# Overkill (Motörhead-album)
Az Overkill album a brit Motörhead zenekar második nagylemeze, amely 1979-ben jelent meg.

## Története
1978-ban miután szakítottak a Chiswick kiadóval és a menedzserük is lelépett, a Motörhead újra a feloszlás szélére sodródott. Végül a frontember Ian 'Lemmy' Kilmister előző zenekarának (Hawkwind) a menedzsere Doug Smith elvállalta őket és összehozott számukra egy kislemez felvételi lehetőséget a Bronze Recordsnál. A rock  standard "Louie Louie" feldolgozását és egy saját dalt a "Tear Ya Down"-t rögzítették a londoni Wessex stúdióban. A kislemez a 68. helyig jutott a brit listán, ami meggyőzte a kiadót, és egy teljes albumra szóló szerződést kínáltak a Motörheadnek. Ráadásként a zenekar novemberben telt házas koncertet adott a Hammersmith Odeonban 3000 tomboló rajongó előtt.
'78 decemberében vonultak stúdióba és addigra a lemezre került új dalok közül néhányat, mint a "Damage Case", a "No Class", az "(I Won't) Pay Your Price" és kislemezes "Tear Ya Down", már koncerteken is bejárattak. A többi szám a stúdióban született, időnként meglehetősen spontán módon. A "Capricorn" gitárszólójában például Clarke a gitárját hangolja éppen és ezt tették bele a dalba. A "Metropolis" pedig mindössze 5 perc alatt született, miután Lemmy egy moziban megnézte a Metropolis című filmet.
A londoni Roundhouse stúdióban felvett lemez producere Jimmy Miller volt, aki előtte öt Rolling Stones albumon is dolgozott a '60-as évek végén/'70-es évek elején.
Az Overkill nagylemezről további két kislemezt adtak ki. A felvezető kislemez az "Overkill" dal volt, B-oldalán a nagylemezen nem szereplő "Too Late, Too Late". Júniusban a "No Class" is kijött kislemezen a szintén kiadatlan "Like a Nightmare" dallal a B-oldalon; a feltűnés kedvéért három különböző borítóval (a Motörhead tagok egyenként pózolnak a borítókon).

## Hatása a rockzenében
Az Overkill a Motörhead egyik klasszikus albuma. Gyors tempójú, keményen riffelő dalai hatással voltak a thrash metal műfaj kialakulására. Az egyik első thrash metal albumnak számító 1983-as Metallica debütáló album (Kill ’Em All) erősen magán viseli a Motörhead stílusának nyomait. A Metallica zenekar 1995-ben tisztelgésként egy Motörhead dalokból álló blokkal lépett fel Lemmy 50. születésnapi partiján. A próbát rögzítették a stúdióban és a felvételről az "Overkill", a "Damage Case" és a "Too Late, Too Late" dalok később a Metallica 1998-as Garage Inc. feldolgozás albumán jelentek meg.
Az egyik első thrash metal zenekarnak számító Overkill az album címadó dala nyomán vette fel nevét 1980-ban. 1999-es feldolgozás albumukon (Coverkill) lemezre is játszották a dalt.

## Újrakiadások
- 1996-ban a Castle Communications (CMC/Sanctuary) a kislemezes dalokkal megbónuszolva CD változatban adta ki az Overkill albumot.
- 2005-ben egy kétlemezes deluxe változat jelent meg a Sanctuary-nál. Az első korongon az eredeti album digitálisan feljavított hangzású változata szerepel. A bónusz CD néhány nagylemezes dal alternatív verzióit valamint a BBC Rádió által rögzített élő felvételeit tartalmazza.
- 2005-ben a Silverline dualdisc formátumban is kiadta az Overkill nagylemezt. A korong CD oldalán az album eredeti változata hallható, míg a DVD oldalon az 5.1-es hangzású változat kapott helyet plusz multimédiás extrák.

## Az album dalai
A dalokat Ian 'Lemmy' Kilmister, Phil 'Philthy Animal' Taylor és 'Fast' Eddie Clark írta, kivéve a jelzett helyeken.

### Eredeti kiadás
Első oldal
1. "Overkill" – 5:12
2. "Stay Clean" – 2:40
3. "(I Won't) Pay Your Price" – 2:56
4. "I'll Be Your Sister" – 2:51
5. "Capricorn" – 4:06

Második oldal
1. "No Class" – 2:39
2. "Damage Case" (Clarke, Kilmister, Taylor, Mick Farren) – 2:59
3. "Tear Ya Down" – 2:39
4. "Metropolis" – 3:34
5. "Limb from Limb" – 4:54

### Bónusz felvételek az 1996-os újrakiadáson
1. "Too Late, Too Late" – 3:25
2. "Like a Nightmare" – 4:13
3. "Louie Louie"  (Richard Berry) – 2:47
4. "Tear Ya Down" [instrumentális változat] – 2:39
5. "Louie Louie" (Berry) [alternatív változat] – 2:52

### Deluxe változat bónusz CD (2005)
1. "Louie Louie" (Richard Berry) – 2:47
2. "Louie Louie" [alternatív változat] (Berry) – 2:52
3. "Louie Louie" [alternatív változat 2] (Berry) – 2:45
4. "Tear Ya Down" – 2:41
5. "Tear Ya Down" [alternatív változat] – 2:41
6. "Tear Ya Down" [instrumentális változat] – 2:39
7. "Too Late, Too Late" – 3:25
8. "Like a Nightmare" – 4:13
9. "Like a Nightmare" [alternatív változat] – 4:27
10. "Louie Louie" [BBC John Peel Session '78] (Berry) – 2:46
11. "I'll Be Your Sister" [BBC John Peel Session '78] – 3:15
12. "Tear Ya Down" [BBC John Peel Session '78] – 2:39
13. "Stay Clean" [BBC Radio 1 In-Concert] – 3:03
14. "No Class" [BBC Radio 1 In-Concert] – 2:43
15. "I'll Be Your Sister" [BBC Radio 1 In-Concert] – 3:35
16. "Too Late, Too Late" [BBC Radio 1 In-Concert] – 3:24
17. "(I Won't) Pay Your Price [BBC Radio 1 In-Concert]" – 3:19
18. "Capricorn" [BBC Radio 1 In-Concert] – 4:14
19. "Limb from Limb" [BBC Radio 1 In-Concert] – 5:26

## Közreműködők
- Ian 'Lemmy' Kilmister – basszusgitár, ének
- 'Fast' Eddie Clark – gitár, ének
- Phil 'Philthy Animal' Taylor – dobok